# Vladimir Poerisjkevitsj

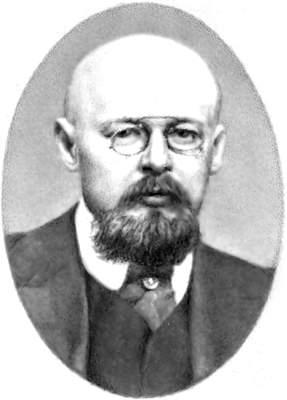
Vladimir Poerisjkevitsj

Vladimir Mitrofanovitsj Poerisjkevitsj (Russisch: Владимир Митрофанович Пуришкевич) (Kisjinev, 12 augustus 1870 - Novorossiejsk, 1 februari 1920) was een Russische politicus uit de periode voor de Oktoberrevolutie. Geboren als zoon van een arme edelman studeerde hij filosofie aan de universiteit. Poerisjkevitsj was extreemrechts en werd in 1905 lid van de eerste Doema.
Gedurende de Revolutie van 1905 organiseerde hij de Zwarte Honderden, een extreemrechtse bende die vocht tegen liberalen en socialistische revolutionairen. De Zwarte Honderden werden in het geheim betaald door de tsaristische overheid. Poerisjkevitsj werd vier keer achter elkaar gekozen in de Doema als parlementariër vanwege zijn populariteit in monarchistische kringen. Hij was temperamentvol en charmant, maar hij was ook een vurige antisemiet. Tijdens de Eerste Wereldoorlog stopte Poerisjkevitsj met politiek.
In 1916 raakte hij betrokken bij het moordcomplot op Grigori Raspoetin, de vertrouweling van keizerin Alexandra. Na de Februarirevolutie verzette hij zich tegen het organiseren van sovjets. In oktober 1917 organiseerde hij de Raad voor de Redding van het Vaderland in Sint-Petersburg dat gesteund werd door legerofficieren, edelen en extreemrechtse Russen. 
In november van dat jaar  werd hij gearresteerd vanwege zijn betrokkenheid bij een contrarevolutionaire samenzwering. Gedurende zijn gevangenschap correspondeerde hij met zijn vriend generaal Aleksej Kaledin, een van de aanvoerders van de Witte Antibolsjewistische beweging. Een jaar later werd Poerisjkevitsj vrijgelaten vanwege zijn zwakke hart. Hij stierf uiteindelijk aan buiktyfus.